# اسدالله ایمانی
اسدالله ایمانی (زاده ۲۰ اردیبهشت ۱۳۲۶ – درگذشته ۱۷ اردیبهشت ۱۳۹۷) در محله آهنگران کازرون زاده شد. ابتدا امام جمعه کازرون و سپس بوشهر و پس از آن شیراز و نماینده ولی فقیه در استان فارس و نماینده فارس در مجلس خبرگان رهبری بود. او در اردیبهشت ۱۳۹۷ از امامت جمعه شیراز و نماینده ولی فقیه در استان فارس استعفا داد. وی ۹ روز بعد از استعفاء، و به دنبال عمل ناموفق پیوند کلیه در بیمارستان درگذشت.

## آخرین مسئولیت
اسدالله ایمانی از تاریخ ۲۵ بهمن ۱۳۸۷ با حکم سید علی خامنه‌ای به عنوان نماینده ولی فقیه در استان فارس و امام جمعه شیراز منصوب شد. وی پیش از این امام جمعه شهرهای کازرون و بوشهر بود. او از اعضای مجلس خبرگان رهبری است.
ایمانی طی نامه‌ای به سید علی خامنه‌ای در هشتم اردیبهشت ۱۳۹۷ از سمت نماینده ولی فقیه و امام جمعه شیراز استعفا داد. وی شامگاه دوشنبه ۱۷ اردیبهشت ۱۳۹۷ در بیمارستان درگذشت.